# 공손 이론
공손 이론, 공손법 이론, 공손성 이론, 폴라이트니스 이론(politeness theory)은 페넬로페 브라운과 스티븐 레빈슨이 제안한 것으로, 사회적 상호작용에서 개인의 자아존중감 또는 체면(예: "체면을 세우다" 또는 "체면을 잃다")에 대한 모욕을 시정하려는 노력으로 해석되는 공손함의 개념을 중심으로 한다. 주목할 만한 개념으로는 긍정적 체면과 부정적 체면, 체면 위협 행위(FTA), FTA를 둘러싼 전략, 그리고 전략 선택에 영향을 미치는 요인들이 있다.
브라운과 레빈슨은 자신들의 모델이 보편적으로 적용될 수 있다고 제안했지만, 그들의 이론은 다른 학자들에 의해 이론적으로나 문화 간 적용 가능성 측면에서 모두 도전을 받아왔다.

## 긍정적 체면과 부정적 체면
체면의 개념은 19세기에 중국어에서 영어로 유래했다. 사교적 접촉에서 개인의 긍정적인 사회적 가치 주장을 개념화한 "체면"은 어빙 고프먼에 의해 그의 "체면"과 "체면 유지 작업" 이론을 통해 학계에 소개되었다. 고프먼의 "체면"에 기반한 브라운과 레빈슨의 공손 이론의 가정에 따르면, 개인의 체면은 긍정적 체면과 부정적 체면이라는 두 가지 형태로 분류된다. 브라운과 레빈슨은 긍정적 체면을 두 가지 방식으로 정의했다. "모든 구성원이 자신의 욕구가 적어도 다른 행위자들에게 바람직하기를 바라는 욕구"(p. 62) 또는 "상호작용자들이 주장하는 긍정적이고 일관된 자아상 또는 '성격'(결정적으로 이 자아상이 인정받고 승인되기를 바라는 욕구를 포함)"(p. 61). 부정적 체면은 "모든 '유능한 성인 구성원'이 자신의 행동이 다른 사람에게 방해받지 않기를 바라는 욕구" 또는 "영역, 개인적 보존, 방해받지 않을 권리, 즉 행동의 자유와 간섭으로부터의 자유에 대한 기본적인 주장"으로 정의되었다. 긍정적 체면이 다른 사람들과의 연결 욕구를 포함하는 반면, 부정적 체면 욕구는 자율성과 독립성을 포함한다.
10년 후, 브라운은 긍정적 체면을 좋아하고, 존경받고, 인정받고, 긍정적으로 연결되려는 욕구로 특징지었으며, 누군가를 무시함으로써 긍정적 체면을 위협할 수 있다고 언급했다. 동시에 그녀는 부정적 체면을 간섭받지 않으려는 욕구로 특징지었으며, 누군가에게 간섭함으로써 부정적 체면이 침해될 수 있다고 언급했다. 긍정적 체면은 개인의 자아존중감을 나타내는 반면, 부정적 체면은 행동의 자유를 나타낸다. 체면의 이 두 가지 측면은 어떤 사회적 상호작용에서든 기본적인 욕구이며, 모든 사회적 상호작용 동안에는 서로의 체면을 유지하기 위한 협력이 참여자들 사이에서 필요하다. 참여자들은 긍정적 공손함과 부정적 공손함을 사용하여 이를 수행할 수 있으며, 이는 각각 사람들의 긍정적 및 부정적 체면 욕구에 주의를 기울인다.

## 체면 위협 행위
브라운과 레빈슨에 따르면, 긍정적 체면과 부정적 체면은 인간 문화에 보편적으로 존재하며, 체면 개념이 그들의 제안된 공손 이론의 실제적인 보편적 구성 요소라고 주장되어 왔다. 체면 위협 행위는 다른 사람의 욕구와 반대되는 행동을 함으로써 본질적으로 상대방이나 화자의 체면을 손상시키는 행위이다. 체면 위협 행위는 언어적 (말/언어 사용), 준언어적 (성조, 굴절 등 말의 특성으로 전달), 또는 비언어적 (표정 등)일 수 있다. 사회적 상호작용에서의 대화 조건에 기반할 때, 체면 위협 행위는 때때로 불가피하다. 최소한 하나의 체면 위협 행위가 발화와 관련되어 있어야 한다. 또한 단일 발화 내에서 여러 행위가 작동할 수도 있다.

### 부정적 체면 위협 행위
부정적 체면은 개인이 상대방의 행동의 자유를 방해하는 것을 피하거나 피할 의도가 없을 때 위협받는다. 이는 화자 또는 청자 모두에게 손상을 줄 수 있으며, 한쪽이 다른 쪽에 자신의 의지를 복종하게 만든다. 선택과 행동의 자유는 부정적 체면이 위협받을 때 방해받는다.

#### 청자에게 미치는 피해
다음은 청자(대화 상대방)의 부정적 체면이 위협받는 경우이다.
- 청자의 미래 행동을 긍정하거나 부정하는 행위는 청자가 그 행동을 수행하거나 수행하지 않도록 압력을 가한다.

예시: 명령, 요청, 제안, 조언, 상기, 위협, 경고.
- 화자가 청자 또는 청자의 소유물에 대한 감정을 표현하는 행위.

예시: 칭찬, 부러움이나 감탄의 표현, 또는 청자에 대한 강한 부정적 감정의 표현 (예: 증오, 분노, 불신).
- 화자가 청자에게 긍정적인 영향을 미칠 미래의 행위를 표현하는 행위로, 거절이든 수락이든 청자에게 압력을 가하고 빚을 발생시킬 수 있다.

예시: 제안 및 약속.

#### 화자에게 미치는 피해
다음은 화자(말하는 사람)의 부정적 체면이 위협받는 경우이다.
- 화자가 자신의 체면을 낮추거나 청자의 체면을 유지하고 청자에게 보상하기 위해 빚을 받아들이는 행위.

예시: 감사 표현, 감사 또는 사과 수락, 변명, 제안 수락, 상대방의 실수를 모르는 척하기, 불리한 일에 동의하기.

### 긍정적 체면 위협 행위
긍정적 체면은 화자 또는 청자가 상대방의 감정, 욕구를 신경 쓰지 않거나 상대방이 원하는 것을 원하지 않을 때 위협받는다. 긍정적 체면 위협 행위는 화자 또는 청자에게 손상을 줄 수도 있다. 개인이 다른 사람과 분리되어 자신의 안녕이 덜 중요하게 다루어질 때 긍정적 체면은 위협받는다.

#### 청자에게 미치는 피해
다음은 청자(대화 상대방)의 긍정적 체면이 위협받는 경우이다.
- 화자가 청자의 긍정적 체면 또는 그/그녀의 긍정적 체면의 요소에 대해 부정적인 평가를 표현하는 행위.

- 화자가 직접적으로 또는 간접적으로 청자의 소유물, 욕구 또는 개인적 특성의 일부를 싫어한다는 것을 나타내는 경우.

예시: 불승인, 비판, 경멸 또는 조롱, 불평 및 질책, 비난, 모욕.

- 화자가 청자가 틀렸거나 비합리적이거나 잘못 생각하고 있음을 진술하거나 암시함으로써 불승인을 표현하는 경우.

예시: 모순 또는 불일치, 이의 제기.
- 화자가 상대방의 긍정적 체면에 대한 무관심을 표현하는 행위.

- 상대방은 화자 때문에 당황하거나 두려워할 수 있다.

예시: 과도하게 감정적인 표현.
- 화자가 청자와 동일한 가치나 두려움을 가지고 있지 않음을 나타내는 경우.

예시: 무례, 일반적으로 또는 상황에 부적절한 주제 언급.
- 화자가 청자의 감정적 안녕을 무시할 의향이 있음을 나타내는 경우.

예시: 경시 또는 자랑.
- 화자가 체면 위협 행위가 발생할 가능성을 높이는 경우. 이러한 상황은 화자가 민감한 사회적 주제를 언급할 때 발생한다.

예시: 정치, 인종, 종교와 관련된 주제.
- 화자가 청자의 긍정적 체면 욕구에 무관심함을 나타내는 경우. 이는 종종 명백한 비협조적 행동으로 표현된다.

예시: 끼어들기, 논리적 비약.
- 화자가 공격적이거나 당황스러운 방식으로 청자를 잘못 식별하는 경우. 이는 우발적으로 또는 의도적으로 발생할 수 있다. 일반적으로 이는 지위, 성별 또는 연령과 관련하여 호칭을 잘못 사용하는 것을 의미한다.

예시: 젊은 여성을 "miss" 대신 "ma'am"으로 부르는 것.

#### 화자에게 미치는 피해
다음은 화자(말하는 사람)의 긍정적 체면이 위협받는 경우이다.
- 화자가 어떤 면에서 틀렸거나, 자신의 존엄성을 침해당했거나, 자신을 통제할 수 없음을 보여주는 행위.

예시: 사과, 칭찬 수락, 육체적 자아 통제 불능, 감정적 자아 통제 불능, 자기 비하, 고백.

### 거절이 긍정적 체면과 부정적 체면 모두를 위협하는 경우
요청에 대한 거절 연구에서 존슨 등은 거절이 거절하는 사람(호의를 요청받은 사람)의 긍정적 및 부정적 체면을 모두 위협할 수 있으며, 요청하는 사람(호의를 요청하는 사람)의 긍정적 체면을 위협할 수 있다고 주장한다. 요청 불이행의 장애물 또는 이유는 "기꺼이-불기꺼이, 능력-무능력, 요청자에게 집중-요청자에게서 멀어짐"의 세 가지 차원에서 달라질 수 있다.
기꺼이 차원은 거절자가 "당신을 돕고 싶지 않습니다"와 "돕고 싶습니다"라고 말하는 거절을 구분한다. 능력은 "현금이 부족합니다"와 "여유돈이 좀 있습니다"를 구분한다. 요청자에게 집중-요청자에게서 멀어짐은 "그것은 당신 문제이니 당신이 해결하세요"와 "어머니가 돈을 주지 않으시다니 끔찍하네요"를 구분한다.
어떤 사람이 요청을 할 때, 그들의 긍정적 체면은 주로 능력과 불기꺼이 차원에서 위협받는다. 사람들은 "친밀한" 사람, 즉 잘 알고 좋은 관계를 유지하고 있다고 생각하는 사람들에게 요청하는 경향이 있다. 요청자의 긍정적 체면에 대한 위협은 요청자가 요청을 이행할 능력이 낮거나 무능력한 사람을 선택하거나, 기꺼이 따르지 않는 사람을 선택할 때 증가한다(요청받은 사람이 요청을 거절해야 함). 능력이 낮은 사람을 선택하는 것은 요청자가 관계에 대한 지식이 부족함을 시사한다. 반면에, 능력이 높은 사람을 선택하는 것은 요청자의 역량을 보여주기 때문에 요청자의 긍정적 체면에 대한 위협을 감소시킨다. 높은 기꺼이도를 가진 사람을 선택하는 것은 요청자의 선택을 강화하고 긍정적 체면에 대한 위협을 감소시킨다.
요청을 거절할지 말지를 선택하는 것은 요청자의 긍정적 체면과 부정적 체면을 다른 방식으로 위협할 수 있다. 친밀한 사람의 요청을 거절하면 관계적 기대를 위반하고 긍정적 체면에 대한 위협을 증가시키지만, 요청자에게서 주의를 돌리는 것은 심지어 돕고 싶지 않더라도 요청자의 긍정적 체면에 대한 위협을 감소시킬 수 있다. 반대로, 요청자에게 주의를 집중하는 것은 거절자의 불기꺼이도를 강조하기 때문에 긍정적 체면에 대한 위협을 증가시킬 수 있다. 요청을 수락하는 것이 가장 위협적이지 않은 행위이다.
거절자의 부정적 체면에 대한 위협은 능력 및 집중 차원에 따라 달라진다. 요청자에게서 주의를 돌리는 것은 거절자가 관계를 유지하면서 자율성을 유지할 수 있도록 한다. 이는 거절자가 능력이 높을 경우 체면 위협을 줄이는데, 이는 거절자가 따를지 말지를 선택할 수 있기 때문이다. 요청자에게 집중하는 것은 요청자와의 관계 및 장기적인 자율성을 위협할 수 있지만(역할이 바뀌면 요청자가 미래의 요청에 따르지 않을 수 있음), 거절자가 능력이 낮을 경우 요청자에게 집중하는 것은 원하더라도 따를 수 없음을 보여줌으로써 부정적 체면에 대한 위협을 실제로 감소시킬 수 있다.
*참고: 요청자와 거절자는 "체면 위협 행위" 섹션에서 앞서 논의된 "화자" 및 "청자" 역할과 유사하다.

## 공손 전략
공손 전략은 체면 위협 행위가 불가피하거나 바람직할 때 청자의 긍정적 체면과 부정적 체면을 지키기 위해 메시지를 구성하는 데 사용된다. 브라운과 레빈슨은 네 가지 주요 공손 전략을 제시한다: 직설적 전략, 부정적 공손 전략, 긍정적 공손 전략, 비직설적 (간접적) 전략, 그리고 단순히 체면 위협 행위를 사용하지 않는 것. 조나단 컬페퍼 또한 이 전략들을 사용하고 그의 불공손 이론에 이를 추가했다. 직무 경험, 작문 능력, 적절한 격식 수준에 대한 친숙도 등 여러 요인이 (불)공손 전략 사용의 차이에 기여한다.

### 직설적 전략
직설적 전략은 청자의 체면에 대한 위협을 최소화하려고 시도하지 않지만, 간접적으로 체면 위협 행위를 최소화하는 방법으로 직설적 공손함을 사용할 수 있다. 예를 들어, 조언을 조작적이지 않은 방식으로 제공하는 경우이다. 이러한 전략을 사용하면 종종 상대방에게 충격을 주거나 당황하게 만들 수 있으므로, 이 전략은 화자와 청자가 가족이나 친한 친구와 같이 밀접한 관계에 있는 상황에서 가장 자주 사용된다. 브라운과 레빈슨은 직설적 전략을 사용할 수 있는 다양한 경우를 제시한다.:95

#### 상황 및 예시
- 위협 최소화가 없는 상황

- 긴급 또는 절박한 상황

조심해!
- 효율성이 필요한 경우

내 말 좀 들어봐:...
- 업무 지향적

망치 좀 줘.
- 누군가의 체면을 유지하려는 욕구가 거의 없거나 전혀 없을 때

블라인드 청소하는 거 잊지 마!
- 체면 위협 행위가 청자의 이익에 부합할 때

전조등이 켜져 있어요!
- 위협이 간접적으로 최소화되는 상황

- 환영

들어오세요.
- 제안

내버려 둬, 나중에 내가 청소할게.
먹어!

### 긍정적 공손함
긍정적 공손 전략은 청자의 긍정적 체면에 대한 위협을 최소화하는 것을 목표로 한다. 이러한 전략은 청자가 자신, 자신의 관심사 또는 소유물에 대해 기분 좋게 느끼도록 하는 데 사용되며, 청중이 서로를 비교적 잘 알거나 개인의 긍정적 체면 욕구 또는 자존감이 충족되어야 하는 상황에서 주로 사용된다. 완곡 표현과 갈등 회피 시도 외에도, 긍정적 공손함의 일부 전략에는 우정, 연대, 칭찬의 표현이 포함되며, 브라운과 레빈슨의 다음 예시들이 있다.

#### 상황 및 예시
- 청자의 관심사, 필요, 욕구에 주의를 기울인다.

슬퍼 보이네요. 제가 도와드릴까요?
- 연대 내부 집단 식별 표시를 사용한다.

야, 친구야, 3달러만 빌려줄 수 있을까?
- 낙관적으로 행동한다.

걱정 마. 잘 될 거야!
- 화자(S)와 청자(H) 모두를 활동에 포함시킨다.

너랑 나랑 같이 수영 갈 거야!
- 제안이나 약속을 한다.

설거지를 하면 내가 바닥을 청소할게.
- 청자와 그의 관심사에 대한 관심을 과장한다.

머리 잘랐네요. 어디서 했어요?
- 불일치를 피한다.

네, 꽤 길어요. 멀리서 보면 짧아 보여요.
- 농담을 한다.

당신 머리는 우리 삼촌보다 더 길어요!

#### 기타 목적 및 용례
긍정적 공손 전략은 화자들이 서로를 잘 알지 못하는 상황에서도 나타날 수 있다. 예를 들어, 샬럿 리즈와 린 나이트는 일반 진료 상담에서 공손 이론이 어떤 역할을 하는지 탐구했다. 그들은 공손함을 유지하려는 노력으로 환자들이 개인 상담을 선호하더라도 일반 진료 상담 중 학생 참관인의 존재에 동의한다는 것을 발견했다. 리즈와 나이트는 의료 분야에서 공손 전략이 환자들이 완전하고 정확한 정보를 제공하는 것을 방해할 수 있다고 결론지었다.
긍정적 공손함의 또 다른 용도는 일본어 경어와 같은 공손하거나 격식적인 말투이다. 다시 말하지만, 이러한 유형의 격식적인 말투는 청자의 긍정적 체면을 보호하는 데 사용될 수 있다.

### 부정적 공손함
부정적 공손 전략은 청자의 부정적 체면에 맞춰져 있으며, 청자에게 부담을 주지 않음을 강조한다. 화자로부터의 부담을 피하려 함으로써, 청자에게 체면 위협이 발생할 위험이 줄어든다. 이러한 전략은 화자가 청자에게 부담을 줄 것이라고 가정하며, 직설적 전략 및 긍정적 공손 전략보다 어색함이나 당황스러움의 잠재적 가능성이 더 높다. 브라운과 레빈슨의 예시는 다음과 같다.

#### 상황 및 예시
- 간접적일 것

옥스퍼드 거리가 어디인지 아시나요?
- 완곡어법이나 질문을 사용한다.

아마도, 그가 가져갔을지도 모릅니다.
쌀 좀 건네주시겠어요?
- 비관적일 것

천 달러를 빌려줄 수는 없겠죠?
그럼 어떤 도움도 불가능하겠네요?
- 부담을 최소화한다.

별로 멀지 않아요, 그냥 두 블록 정도요.
- 명사화, 수동태, 일반 규칙 진술과 같은 회피적 구조를 사용한다.

기분이 상하지 않으셨으면 좋겠습니다.
방문객은 장부에 서명합니다.
침을 뱉는 것은 용납되지 않습니다.
- 사과하는 태도

죄송합니다. 부탁이 많지만, 천 달러를 빌려주실 수 있을까요?
- 복수 대명사(우리, 우리들)를 사용한다.

유감스럽게도 알려드립니다.

#### 호의를 구하는 세 가지 주요 단계
호의를 구하는 것, 즉 화자가 청자에게 호의를 요청하는 것은 부정적 공손 전략 사용의 흔한 예이다. Held는 호의를 구하는 데 세 가지 주요 단계를 관찰한다: 준비 단계, 핵심 단계, 그리고 마지막 단계이다.
1. 준비 단계는 호의 요청이 양측의 체면 상실에 대한 정교한 예방 조치에 앞서 이루어지는 때이다. 이는 종종 상황을 명확히 하는 데 사용될 개시 신호와 표지(예: '아시다시피' 또는 '그래서')를 포함한다. 요청은 종종 완화되고, 덜 직접적이며, 부담을 덜게 된다(예: 과거 진행형 '제가 궁금했던 것은'; 비격식 태그 '어떻게 생각하세요?'). 화자는 또한 이 문제에서 자신의 중요성을 줄이고 청자의 중요성을 과장해야 한다(칭찬을 축소).
2. 핵심 단계는 요청자의 이유 또는 제약(예: '어디든 찾아봤지만 구할 수가 없었어요'), 상대방의 체면(예: '당신이 제가 기댈 수 있는 유일한 사람이에요') 등과 같은 요소로 세분된다.
3. 세 번째 단계는 예상되는 감사, 약속, 칭찬(예: '네라고 말씀하실 줄 알았어요. 천사시네요.')으로 구성된 최종 단계이다.

매카시와 카터는 호주 텔레비전 연속극 네이버스의 다음 대화를 사용하여 부정적 공손함의 예를 제공한다.
클레리: 그래서 그에게 말했죠, 하룻밤만 책은 잊고 다음 주말에 파티를 열자고.
헬렌: 30번지에서 파티라니! 도로시가 뭐라고 할까요?
클레리: 글쎄, 그녀가 모르는 건 해롭지 않겠죠. 물론 제가 계속 주시하고 있겠지만, (개시 신호) 그게 다음 문제로 이어지네요. (문제 설명) 아시다시피, 요즘 젊은이들은 저처럼 늙은이가 끼어드는 걸 싫어하니, 제가 자리를 피하겠지만, 그래도 가까이 있어야 할 것 같아요. 그래서, (호의 요청) 제가 궁금한데요, 그날 밤에 제가 여기 와 있어도 괜찮을까요? 어떻게 생각하세요?
헬렌: 오, 클레리, 제가...
클레리: 오 (최소화) 전혀 방해되지 않을 거예요. (설명 강화) 그 아이들에게는 정말 큰 의미가 될 거예요.
헬렌: 좋아요.
클레리: (칭찬과 함께 감사) 네라고 말씀하실 줄 알았어요. 당신은 천사예요, 헬렌.
헬렌: 하! (웃는다)
이 모든 것은 청자에게 부담을 주지 않기 위한 시도이다. 부정적 공손함은 목표를 가장 원활하게 달성하고 상대방에게 민감하게 반응하는 데 관련된다. 영어에서 존중('실례합니다, 창문 좀 닫아주시겠어요')은 부담의 회피 또는 경시와 관련이 있다. 부담을 준다고 느낄수록 더 존중하는 태도를 보일 수 있다. 이는 호의 요청과 같은 행동을 통해 부정적 체면에 대한 위협을 완화하는 부정적 공손함의 명확한 전략이다.

### 비직설적 (간접적) 전략
브라운과 레빈슨이 제시한 마지막 공손 전략은 간접 전략이다. 이 전략은 간접적인 언어를 사용하고 화자가 잠재적으로 부담을 주는 상황에서 벗어나게 한다. 비직설적 전략은 화자의 진정한 의미와는 다른 일반적이거나 다른 것을 표현하여, 화자의 의도가 전달되도록 청자의 해석에 의존한다. 화자는 청자에게 부담을 주지 않는다는 인정을 받거나, 청자에게 도움이 되고 너그러울 기회를 줄 수 있다. 이 전략은 의도된 의미를 전달하기 위해 화용론에 크게 의존하면서도 체면 손실을 피하는 방법으로 의미론적 의미를 계속 활용한다(아래 전략 선택 참조).

#### 상황 및 예시
- · 청자의 자유에 대한 위협 최소화 (S-화자, H-청자)

-S: 저기 빈 의자 있나요? -H: 네, 있습니다. (화자를 위해 의자를 가져다준다)
-S: 나가시나요? -H: 네, 하지만 일찍 돌아올 겁니다.
- 청자에게 타인에 대한 배려심을 보여줄 기회 제공

-S: 머리가 너무 아파요. -H: 오, 제가 진통제 좀 가져다 드릴게요.

## 전략 선택
폴 그라이스는 모든 대화 참가자들이 주로 메시지의 효율적인 전달에 관심이 있는 합리적인 존재라고 주장한다. 브라운과 레빈슨은 이러한 주장을 그들의 공손 이론에서 사용하여, 합리적인 행위자들은 동일한 상황에서 다른 사람이 체면을 완화하기 위해 선택할 것과 동일한 공손 전략을 선택할 것이라고 말한다. 그들은 체면 손실을 완화하기 위해 사용할 수 있는 언어적 공손 전략의 범위를 보여준다. 체면 위협 행위는 상호 체면을 위협할 수 있는 능력이 있으므로, 합리적인 행위자들은 체면 위협 행위를 피하거나 위협을 최소화하기 위해 특정 전략을 사용하려고 노력할 것이다. 특정 상황에서는 특정 전략을 과도하게 적용하면 의도한 효과와 정반대의 결과를 가져올 수 있다. 이는 "특정 화자들이 공손한 행동을 불필요하고 공격적이라고 일관되게 평가하기" 때문이다.
화자(S)는 다음을 고려할 것이다.
1. 해당 체면 위협 행위의 내용을 전달하려는 욕구
2. 효율적이거나 긴급하고자 하는 욕구
3. H의 체면을 어느 정도 유지하려는 욕구

대부분의 협력적인 상황에서 3.이 2.보다 클 경우, S는 체면 위협 행위를 최소화하고자 할 것이다.

### 각 전략과 관련된 이득
어떤 전략을 사용할지 결정할 때, 화자는 각 전략의 개별적인 이득을 검토한다.
- 직설적 전략

- 공개적인 압력을 가하며, 다른 사람이 있을 경우 청자를 대중의 시선에 노출시킨다.
- 화자는 정직하고 솔직하다는 인정을 받아 조작적으로 보이는 위험을 피하지만, 거칠고 무뚝뚝하게 비칠 수 있다.
- 화자는 의도된 의미를 화용론적 의미에 의존하지 않고 발화에 직접 넣음으로써 오해의 위험을 피한다.

- 긍정적 공손함

- 화자가 청자와 같은 종류라고 생각하도록 함으로써 위협적인 측면을 최소화하고, 연대감을 높이고 사회적 거리를 줄인다.

- 상호 우정을 확인하는 방식으로 이루어진 비판은 그 효과가 많이 줄어들 수 있다.

- 화자가 요청이나 제안에 동등한 참여자로 자신을 포함시킬 때, 체면 위협 행위로 인한 빚의 가능성을 줄일 수 있다.

- 예: 배우자에게 TV 앞에서 "저녁 식사 준비하자"라고 말하는 사람: 명령형 동사의 1인칭 복수를 사용함으로써 화자는 자신도 청자와 마찬가지로 명령의 대상이 되어 연대감을 높일 수 있다.

- 부정적 공손함

- 사회적 거리를 유지하고 청자와 너무 친해지지 않음으로써 미래의 빚을 피하는 데 도움이 된다.
- 체면 위협 행위에 대한 대가로 청자에게 폐를 끼칠 수 있다고 가정하여 존경이나 존중을 표한다.

- 예: "방해해서 죄송합니다만, 간단한 질문 하나 해도 될까요?"

- 비직설적 전략

- 재치 있고 강압적이지 않다는 평가를 받는다.
- 잠재적으로 체면을 손상시킬 수 있는 해석에 대한 책임을 피한다.
- 상대방이 화자를 돌보는 좋은 인격을 보여줄 기회를 제공하는데, 이는 화자에 대한 청자의 감정을 시험하기 때문이다.

- 화자가 청자에게 창문을 닫아달라고 할 때, "여기 춥네요."라고 말할 수 있다. 만약 청자가 "제가 가서 창문 닫을게요."라고 대답한다면, 이는 이 잠재적으로 위협적인 행위에 대해 원래 화자에게 "선물"을 주는 방식으로 반응하는 것이므로, 화자는 청자에게 명령할 잠재적 위협을 피하고 청자는 너그럽거나 협조적이라는 인정을 받는다.

- 체면 위협 행위를 하지 않는다.

- 화자는 청자를 전혀 불쾌하게 하지 않는다.
- 화자는 자신의 의도된 의사소통을 달성하는 데 실패한다.
- 예를 들어, 의사가 환자에게 체중 감량의 필요성을 언급하지 않는 경우가 있을 수 있다.

### 사회학적 변수
세 가지 사회학적 요인이 공손 전략의 선택과 체면 위협 행위의 심각성에 영향을 미친다. 화자와 청자 간의 거리; 화자와 청자 간의 권력 차이; 그리고 체면 위협의 심각성 순위이다.
1. 양측 간의 사회적 거리 (대칭 관계)
친척이나 친구를, 동일한 사회적 지위를 가질 수 있지만 사회적 거리 때문에 여전히 분리된 낯선 사람과 구별한다. 화자와 청자 간의 사회적 거리에 따라 다른 행위가 체면 위협적이거나 비체면 위협적일 수 있다.

예시: 사람들은 낯선 사람과 대화할 때보다 가족과 대화할 때 덜 정교한 긍정적 전략을 사용하거나, 부정적 공손함보다는 긍정적 공손함을 선택할 수 있다.
2. 양측 간의 권력 관계 (비대칭 관계)
우리는 특정 상황에서 우리보다 지위가 높거나 낮은 사람들과는 다르게 사회적 동등자와 이야기하는 경향이 있다.

예시: 교수가 자신의 사무실에서 일하고 있는데 옆방에서 사람들이 매우 시끄럽고 방해를 한다면, 그녀는 그곳으로 가서 조용히 하라고 말할 것이다. 그러나 그녀가 말하는 방식은 상대방이 누구냐에 따라 달라질 것이다. 만약 그들이 학생이라면, 그녀는 자신이 요구하는 바에 혼란이 없도록 직설적 전략을 사용하여 "시끄럽게 떠들지 마!"라고 말할 것이다.
그러나 그들이 동료라면, 긍정적 공손 전략을 사용하여 공통점을 주장하거나, 그들이 말을 멈추도록 간접적인 요청을 구성하여 "강의를 준비 중인데, 이 모든 소음 때문에 집중하기가 정말 힘드네요."라고 말할 것이다.
또한 그들이 부서의 매우 높은 지위의 이사들이라면, 그녀는 결국 아무 말도 하지 않거나 그들을 방해한 것에 대해 사과하며 체면 위협 행위를 자제할 수도 있다.
3. 체면 위협 행위의 위협에 대한 절대적 순위
일부 부담은 다른 부담보다 더 심각하게 간주된다. 요청과 같이 매우 부담을 주는 행위는 증가된 위협 수준을 완화하기 위해 더 많은 보상 조치를 요구한다.

전반적으로 체면 위협 행위의 무게에 대한 공식은 다음과 같다.
무게 = 사회적 거리 (화자, 청자) + 권력 차이 (화자, 청자) + 부담의 순위

### 전략의 계층
체면 손실의 잠재성이 클수록 더 큰 완화 조치가 필요하다. 만약 체면 손실의 잠재성이 너무 크다면, 화자는 체면 위협 행위를 완전히 포기하고 아무 말도 하지 않기로 결정할 수 있다.
각 전략 옆의 숫자는 특정 체면 위협 행위의 위험 수준에 해당한다. 특정 체면 위협 행위가 더 위험할수록, 화자는 더 높은 번호의 전략을 사용하는 경향이 있다.
1. 완화 조치 없음
*직설적 전략 - 청자가 체면 위협 행위를 최소화할 방법이 없다.
2. 긍정적 완화 조치
*화자는 체면 위협 행위와 반드시 관련되지 않은 청자의 광범위한 욕구를 충족시킨다.
**청자에 대한 관심을 보인다.
**청자와 공통점을 주장한다.
**동의를 구한다.
**동정심을 표현한다.
3. 부정적 완화 조치
*화자는 청자의 방해받지 않으려는 욕구(체면 위협 행위에 의해 직접적으로 도전받는 욕구)를 충족시킨다.
**관습적으로 간접적이다.
**청자에게 부담을 최소화한다.
**용서를 구한다.
**존경을 표한다.
*이는 화자가 청자를 방해할 만큼 중요한 문제임을 암시한다.
4. 비직설적 전략
*화자는 청자가 발화를 체면 위협 행위로 해석하는 것이 틀렸다고 주장함으로써 책임을 회피할 기회를 갖는다.
5. 체면 위협 행위를 하지 않는다.

- 화자는 청자를 전혀 불쾌하게 하지 않는다.
- 화자는 자신의 의도된 의사소통을 달성하는 데 실패한다.
- 예를 들어, 의사가 환자에게 체중 감량의 필요성을 언급하지 않는 경우가 있을 수 있다.

## 적용 예시
공손 이론은 언어학 및 언어 형성 분야의 호기심에서 비롯되었지만, 학자들은 대인 관계, 직장 환경 및 그 이상을 개선하는 데 도움이 되는 다른 이점을 발견하기 시작했다.

### 비즈니스 세계
신시아 던(Cynthia Dunn)의 한 연구는 신입 사원에게 에티켓 교육을 요구하는 일본 기업을 관찰했다. 직원들은 회사의 공손함 정의를 배웠다. 그들은 "친절", "타인에 대한 배려", "존경"과 같은 신념을 일상 행동에 통합해야 했다. 그러나 자기 표현 또한 고용주가 직원들에게 개선하기를 원했던 중요한 특징이었다. 다양한 비언어적 표현과 단어 선택을 통한 매력적인 자기 표현은 개인의 공손함뿐만 아니라 기업의 공손함도 반영할 것이다. 이러한 결정은 직장 환경에서 매우 긍정적인 결과를 가져왔다.
새로운 연구들은 공손 이론이 더 많은 분야에 적용될 가능성을 제시한다. 예를 들어, 더 많은 기업들이 이러한 개념을 채택하여 논의 및 갈등 해결 전략에 통합하기 시작할 수 있다. 이는 장기적인 목표를 달성하는 데 효과적일 수 있다.

### 예술 세계
어빙 고프먼은 1967년 저서 《상호작용 의례: 대면 행동에 관한 에세이》에서 사람들이 하는 모든 발언에서 자신과 타인의 체면을 유지할 위험을 감수한다고 여러 번 주장한다. 공손 이론은 일반적으로 언어 행위나 발언을 평가할 때 적용된다. 그러나 Jurgita Sribaitė의 연구는 공손 이론이 서면 예술 비평에 어떻게 적용되는지 살펴보았다. 이 연구는 1970년대 초중반 리투아니아의 미술 비평에 초점을 맞춰, 미술 비평가들이 자신과 예술가의 체면을 유지하면서 예술 작품을 비평하기 위해 사용한 다양한 전략을 분석했다. 이 연구는 체면 유지 행위와 네 가지 공손 전략이 작동하는 것을 식별할 수 있었다. 저자는 "비평가들은 보통 상대방의 긍정적 체면(좋아하고 인정받고 싶은 욕구)뿐만 아니라 부정적 체면(자신이 선택한 대로 자유롭게 행동하고 싶은 욕구)을 염두에 두는 것으로 보인다"고 진술한다. 주어진 예시들은 비평가들조차도 상대방에 대해 명백한 우위를 점하고 있음에도 불구하고 자신과 예술가 모두의 체면을 지키려 노력했음을 보여준다.

### 유머
긍정적 공손 전략은 누군가에게 소속감을 주는 방법으로 사용되며, 공손 전략 섹션에서 보았듯이 농담은 긍정적 공손 전략으로 간주된다. 따라서 농담은 누군가에게 자신이 속해 있다는 느낌을 주는 방법이 될 수 있다. 그러나 일부 현대 연구자들은 유머가 복잡하며 모든 농담이 공손하다고 볼 수 없다고 지적했다. 사실, 유머 사용의 많은 경우는 여러 이유로 체면에 부정적인 영향을 미칠 수 있다: 청자의 농담 이해 능력이 시험받고, 청자는 농담을 들을 의향이 있는지 확인하는 것을 공격적으로 해석할 수 있으며, 청자는 비공격적인 유머에 의해서도 농담을 이해하는 능력이나 감정이 시험받으면 위협받을 수 있다. 마르타 다이넬이 2016년에 실시한 연구에서는 TV 쇼 하우스에서 사용된 유머의 여러 사례가 공손하거나 불공손한 것으로 평가되고 분석되었다. 연구 결론에 대해 다이넬은 "특히 유머는 화자의 의도와 발화가 가져올 수 있는 결과에 대한 인지, 청자의 화자 의도 인식, 그리고 궁극적인 즐거움 또는 불쾌함 여부에 따라 공손함 및 불공손함에 기여할 수 있다."고 진술한다. 일반적으로 유머는 연대감을 가능하게 하는 체면 유지 전술을 제공할 수 있지만, 화자와 청자가 같은 생각을 공유해야 하므로 위험한 전략이 될 수도 있다.

### 나쁜 소식 전달
나쁜 소식을 전달할 때 화자는 자신과 청자의 체면에 대해 많은 것을 고려해야 한다. 2015년에 미로슬라프 시로타와 마리 후안치치는 부정적인 결과가 있는 불확실성 의사소통에 대한 연구를 수행했다. 저자들은 "첫째, 예측을 하는 화자는 확률 수준을 알리는 것뿐만 아니라 청자의 체면 또는 자신의 체면을 관리할 의도를 가질 수 있다...둘째, 화자는 부정적인 결과의 명시적으로 전달된 확률을 변경(예: 줄이거나 확대)함으로써 체면 관리 의도를 수행한다...따라서 공손 이론은 화자가 불확실성 정량화를 사용하여 정보 제공 의도를 추구하고, 또한 청자 또는 자신의 체면을 관리하기 위해 위협적인 소식을 완곡하게 표현한다고 가정한다."고 제안한다.
이 연구는 두 가지 시나리오에 대해 친구에게 나쁜 소식을 전달하도록 요구했다. 첫 번째 시나리오에서는 참가자들이 친구의 새 차가 고장 날 확률이 50%라고 전달해야 했고, 두 번째 시나리오에서는 친구의 주식 가치가 50% 하락할 가능성이 있다고 전달했다. 연구 참가자들은 "화자들이 위협적인 소식으로부터 청자의 체면을 관리하거나, 틀렸다는 비난으로부터 자신의 체면을 관리할 의도가 있었다...화자들이 정보를 제공할 의도보다 재치 있거나 조심할 의도가 있을 때 (우리 시나리오의 경우 더 낮은) 결과 확률을 전달했다"고 보고했다.
2002년, 종양 전문의 제롬 그룹먼은 "죽어가는 말; 의사는 어떻게 나쁜 소식을 전달해야 하는가?"라는 제목의 기사를 썼다. 그의 기사에서 그는 젊은 여성에게 악성 말기암에 걸렸다고 말해야 했던 첫 경험 중 하나를 회상한다. 그는 그녀에게 "클레어, 이 질병의 경우, 보통 3~6개월 정도 관해 상태가 유지될 것입니다. 사람은 1~2년 정도 생존할 수 있을 것으로 예상됩니다."라고 말했다. 그는 이러한 유형의 전략(직설적 전략)이 환자를 깊이 흔들었음을 (그녀의 부정적 체면을 부정적으로 위협했음) 발견했다. 그는 이제 다른 전략을 사용하며, 민감한 정보에는 재치가 필요하지만 환자 또한 부정적인 결과의 실제 확률을 알아야 한다는 것을 깨달았다. 그는 많은 의사들이 그 균형을 찾지 못하고 정보를 완곡하게 표현하는 경향이 있다고 주장한다. "암 전문의의 40% 이상이 환자가 묻지 않거나 가족이 환자에게 알리지 말라고 요청하면 예후를 숨긴다. 비슷한 수의 의사들이 완곡어법을 사용하여 진실을 회피한다." 이 진술은 시로타와 후안치치의 연구와 유사하다. 나쁜 소식은 체면을 살리기 위해 매우 자주 완곡하게 표현된다.

### 완화된 발화
캐나다 언론인 맬컴 글래드웰은 그의 저서 《아웃라이어》에서 "항공기 추락의 민족 이론"이라는 장을 썼다. 이 장은 왜 그렇게 많은 비행기가 기계적 문제 때문이 아니라 인간의 실수로 추락하는지 설명하려고 시도한다. 글래드웰이 지적하는 가장 두드러진 이유 중 하나는 기장과 부기장 간의 권력 역학으로 인한 효과적인 의사소통의 부족이다. 그는 부기장이 문제를 직접적으로 언급하는 대신 힌트를 주는 블랙박스 녹음 사례를 많이 사용한다. 그는 언어학 용어 완화된 발화를 도입하며 "우리는 공손할 때, 또는 부끄럽거나 당황할 때, 또는 권위에 대해 존경을 표할 때 완화된 발화를 사용한다"고 말한다. 부기장은 기장에게 말할 때 완화된 발화를 사용하는 경향이 있으며, 이로 인해 과거에 항공기 추락 사고가 발생했다.
언어학자 유테 피셔와 주디스 오라사누는 기장과 부기장 집단을 대상으로 연구를 진행했다. 그들은 그들에게 뇌우를 피하기 위해 항로를 변경해야 할 필요성을 서로에게 전달해야 하는 시나리오를 주었다. 압도적으로 기장들은 부기장과 소통하기 위해 명령, 즉 브라운과 레빈슨이 직설적 공손 전략으로 간주할 만한 것을 사용했다. 반면에 부기장들은 상급자인 기장과 소통하기 위해 공손 이론이 비직설적 공손 전략으로 간주할 만한 힌트만을 사용했다. 항공사들은 이 문제를 심각하게 받아들이고 기장과 부기장에게 서로 효과적으로 소통하는 방법을 가르치는 데 큰 진전을 이루었다.

### 상호문화적 의사소통
다양한 연구자들은 공손 이론이 서로 다른 문화 집단 간의 의사소통에 어떻게 적용되는지 분석했다. 의사소통 기대, 의사소통 활동 패턴, 공손 전략 선택은 문화마다 다르다. 예를 들어, 모리사키와 구디쿤스트는 개인주의 문화권 구성원은 갈등 관리에서 부정적 공손 전략을 사용하는 것을 선호하는 반면, 집단주의 문화권 구성원은 긍정적 공손 전략을 사용하는 것을 선호한다고 주장한다.
또한, 일부 다른 연구자들은 외국어 교육에서 공손 전략의 습득과 공손 차이에 대한 지식에 초점을 맞췄다. 일본인 연구자 Kawai는 영어 교육에서 "문화 학습"의 부족으로 인해 일본 학생들이 영어로 공손 전략을 효과적으로 사용하는 데 약점을 보인다고 주장한다. 예를 들어, 일본어에서 맥락 이해에 의존하는 것이 서양 문화권과의 상호문화적 의사소통에서 체면 위협 행위를 유발할 수 있다. Tanaka와 Kawade는 원어민 영어 화자와 ESL 학습자 간에 공손 전략 사용 패턴에 차이가 있음을 발견했다.

## 비판
브라운과 레빈슨의 공손 이론은 의사소통 분야의 연구 영역뿐만 아니라 개인이 자신의 말과 행동을 개선하는 방법을 안내하는 데도 매우 유용하다. 특히 두 가지 특징이 두드러진다.
1. 높은 휴리스틱 가치: 이 이론은 학자들이 이러한 아이디어를 파악하거나 이 사고 방식의 대안을 찾기 위해 더 많은 연구를 수행하도록 동기를 부여했다.[40]
2. 광범위한 범위: 이 이론은 "언어, 정체성, 관계 정의 ... 사회적 권력, 거리, 문화"와 같은 의사소통 분야에서 역할을 하는 요인들을 고려한다.[40]

반면에, 브라운과 레빈슨의 이론은 널리 적용 가능하지만, 그들의 이론에는 몇 가지 약점이 지적되어 왔다.

### 문화적 차이
많은 학자들은 많은 문화권에서 브라운과 레빈슨이 이론화한 방식과는 다르게 공손 전략을 사용한다고 비판했다. 많은 사회학자들은 공손 이론이 개인주의가 매우 중요하게 여겨지는 서구 문화에 크게 기반하고 있으며, 집단 정체성이 개인보다 중요하게 여겨지는 비서구 문화권과는 다르다고 비판한다. 이러한 문화 내 차이의 일부는 특정 사회 내의 다양한 "지식과 가치" 때문이지만, 브라운과 레빈슨은 자신들의 이론이 보편적이라고 주장한다.
모든 사람이 체면 욕구를 가지고 있지만, 문화에 따라 이러한 욕구를 달성하거나 체면 위협을 완화하는 데 사용하는 전략이 다르다. 예를 들어, 부정적 공손함은 일부 문화권(일본과 영국)에서는 일반적이지만 긍정적 공손함을 선호하는 다른 문화권(호주)에서는 그렇지 않으며, 일부 문화권에서는 일본어 경어 시스템과 같이 체면 위협이 없을 때도 공손 전략을 사용한다. Ide 등은 일본어에서 대략적으로 동일한 용어인 teneina가 영어의 공손함이라는 용어와는 다른 의미들을 내포하고 있음을 보여준다. Gu (1998)는 서구 문화의 일부 체면 관련 사항이 동양 문화에서는 고려되지 않는다고 지적했다. Blum-Kulka, House, Kasper가 1989년에 52가구의 이스라엘 가족을 대상으로 실시한 일련의 인터뷰에서, 그들은 이미 이스라엘인들이 공손함이라는 용어에 대해 제시한 의미론적 정의에서 시사하듯이, "재치"의 구성 요소와 그 적절한 표현 방식이 문화적 해석에 매우 많이 좌우된다고 결론지었다.

### 공손 전략의 포괄성
일부에서는 이러한 기술 중 일부가 하나 이상의 유형의 상황에서 사용되거나 동시에 두 가지 이상 사용될 수 있다고 주장한다. 또한, 주어진 언어 행위(어떤 공손 전략이든)는 현재 이론이 제안하는 것처럼 긍정적 체면 또는 부정적 체면에만 영향을 미치기보다는 여러 결과를 가져올 수 있다.

### 비언어적 의사소통 측면
때로는 비언어적 행동이 언어적 의사소통보다 더 큰 영향을 미치며, 공손 전략이 해석되는 방식이나 어떤 공손 전략이 사용되는 방식을 바꿀 수 있다.

### 개인차
개인은 과거에 습관적으로 사용해 온 의사소통 방식이나 패턴을 가질 수 있으며, 다른 사람들은 이를 체면 위협적이거나 그 반대로 간주할 수 있다. 기분 또한 공손 전략과 상관없이 상황에 반응하는 방식을 결정할 수 있다.

### 용어 및 정의 관련 문제
타인의 감정을 고려하고, 상호 편안함 수준을 설정하며, 유대감을 증진시키는 것을 언급하는 '공손함'의 다양한 정의들이 부족하다는 것이 밝혀졌는데, 이는 언어적 행위가 체면을 위협하는지 여부가 청자가 그것을 어떻게 해석할지 미리 아는 것에 달려 있기 때문이다. 이러한 관점은 초점을 주로 화자에게서 화자와 청자 모두에게로 옮기며, 공손함이 사회적으로 구성되므로 보편적이지 않으며 문화 간 조사가 필요함을 암시한다. 또한, 과학적 개념에 영어 단어를 전용했기 때문에 1차 공손함과 2차 공손함의 구분이 이루어졌다. 1차 공손함은 "사회문화 집단의 구성원들이 공손한 행동을 인식하고 이야기하는 다양한 방식에 해당한다"는 의미로, 이를 연구하지 않는 사람들에게 '공손함'이 내포하는 의미를 뜻하며, 2차 공손함은 "사회적 행동과 언어 사용 이론 내의 이론적 구성물"이라는 의미로, 이 용어의 과학적 적용을 뜻한다.
스펜서-오티는 사회성 권리 또한 "체면" 외에 관계 관리에 중요한 역할을 하며, 브라운과 레빈슨의 "부정적 체면"은 체면 문제에 관한 것이 아니라 사회성 권리로 개념화되어야 한다고 주장한다. 와츠(2003)는 "실제적이고 지속적인 언어 상호작용의 맥락 밖에서 (불)공손 행동을 평가하는 것은 불가능하다"고 주장하며, 또한 "사회적 상호작용은 온라인으로 협상된다"고 언급한다.

### 계층 공손함
학자들은 낯선 사람과 아는 사람 사이의 권력 차이가 다르며, 이는 공손 전략의 효과를 형성한다고 제안한다. 사회적 유사성과 친밀성은 고려해야 할 다른 측면인데, 이러한 관계는 상대방의 의미와 요청에 대한 인식을 높여 체면 위협 행위를 최소화하기 때문이다. 1964년 사회 심리학자 에드워드 E. 존스(Edward E. Jones)는 환심 사기(ingratiation)에 관한 책을 썼고, 이를 "자신의 개인적 특성의 매력에 관해 특정 다른 사람에게 불법적으로 영향을 미치도록 고안된 전략적 행동의 한 종류"라고 정의한다. 환심 사기의 개념은 권력 역학이 브라운과 레빈슨의 공손 이론에 어떻게 작용하는지에 대한 추가 조사를 촉발하는 데 도움이 되었다. 브라운과 레빈슨의 이론이 독특한 역동적 권력 관계와 순위가 사람들이 서로 상호작용하는 방식(즉, 환심 사기)에 미치는 영향을 고려하지 않는다는 주장이 제기되었다.
아키오 야부우치(Akio Yabuuchi)가 쓴 기사는 공손 이론의 이분법적 공손 시스템을 대체할 새로운 삼분법적 공손 시스템인 계층 공손함에 대한 주장을 펼친다. 제안된 시스템은 친교 공손함(브라운과 레빈슨의 긍정적 공손함과 유사), 자율 공손함(브라운과 레빈슨의 부정적 공손함과 유사), 그리고 계층 공손함으로 구성된다. 계층 공손함은 환심 사기를 권력 역학 내에서 의사소통하는 방식으로 인식한다.

## 같이 보기
- 경어 및 성별
- 협동 원리
- 공손의 격언

## 더 읽어보기
- Brown, Penelope and Stephen C. Levinson. 1987. Politeness: Some universals in language usage. Cambridge: Cambridge University Press. [First published 1978 as part of Esther N. Goody (ed.): Questions and Politeness. Cambridge University Press]
- Cameron, Deborah. 2001. Working with Spoken Discourse. Sage Productions
- Coulmas, Florian. 1998. The handbook of sociolinguistics. Wiley-Blackwell.
- Dunn, C. D. (2011). 《Formal forms or verbal strategies? politeness theory and Japanese business etiquette training》. 《Journal of Pragmatics》 43. 3643–3654쪽. doi:10.1016/j.pragma.2011.06.003.
- Foley, William. 1997. Anthropological Linguistics: An introduction. Blackwell.
- Goldsmith, D. J. (2006). Brown and Levinson's politeness theory. In B. Whaley & W. Samter (Eds.) Explaining communication: Contemporary theories and exemplars (pp. 219–236). Mahwah, NJ: Lawrence Erlbaum Associates.
- Goffman, Erving. 1955. On Face-Work: An analysis of ritual elements in social interaction, Psychiatry: Journal of Interpersonal Relations 18:3, pp. 213–231 [reprinted in Interaction Ritual, pp. 5–46].
- Kadar, Daniel Z., and Michael Haugh (2013). Understanding Politeness. Cambridge: Cambridge University Press.
- Lakoff, R. 1973. The logic of Politeness; or minding your p's and q's. Papers from the 9th Regional Meeting, Chicago Linguistics Society. Chicago: Chicago Linguistics Society.
- Nodoushan, Salmani; Ali, Mohammad (2012). 《Rethinking face and politeness》. 《International Journal of Language Studies》 6. 119–140쪽.
- Nodoushan, Salmani; Ali, Mohammad (2014). 《Speech acts or language micro- and macro-games?》. 《International Journal of Language Studies》 8. 1–28쪽.
- Nodoushan, Salmani; Ali, Mohammad (2019). 《Clearing the mist: The border between linguistic politeness and social etiquette》. 《International Journal of Language Studies》 13. 109–120쪽.
- Schiffrin, Deborah. 1994. Approaches to Discourse. Wiley-Blackwell.
- Yule, George. 1996. Pragmatics. Oxford University Press.